# Pedro Roldán
Pour les articles homonymes, voir Roldán.
Pedro Roldán (Séville, 1624-1699) est un sculpteur espagnol, actif à Grenade, puis à Séville et dans tout le sud de l'Espagne de 1638 à 1698. Artiste très prolifique et représentant d'un style baroque tardif influencé par l'Europe du nord, il est également le chef d'une famille nombreuse qu'il forme et emploie, filles comme garçons, incluant à terme les conjoints dans son atelier. Il est, entre autres, le père de la sculptrice Luisa Roldán (La Roldana), autre artiste de grand renom et première femme sculpteur dont on ait conservé la trace en Espagne.

## Biographie

### Enfance
Pedro Roldán naît à Séville, de l'union de Marcos Roldán et de Isabel de Nieva (ou Onieva), tous deux originaires et résidents d'Antequera (Málaga). Il est baptisé dans l'église du Sanctuaire (es) (en espagnol : Iglesia del Sagrario) le 14 janvier 1624, selon son acte de baptême.

### Famille et carrière
En 1638, à l'âge de quatorze ans, il s'installe à Grenade où il fait son apprentissage chez Alonso de Mena (es).
En 1642, il épouse Teresa de Jesús Ortega Villavicencio. En 1644, ils ont leur premier enfant, une fille nommée María.
En 1646, Alonso de Mena décède, laissant Bernardo de Mora (es) à la tête de l'atelier.
Roldán et sa famille quittent Grenade pour Séville. Cette ville est alors un foyer artistique très vivace, avec des maîtres bien établis, comme Juan Martínez Montañés et les frères Ribas, mais également des artistes venus de l'étranger, tels le Flamand José de Arce, qui introduit à Séville le baroque international.
Une deuxième fille, Francesca, naît vers 1651.
Le 27 juin 1652, il reçoit commande de six sculptures pour le couvent de Santa Ana de Montilla. De la même époque date l'Archange Saint-Michel de la paroisse Saint-Vincent.
En 1654 naît Luisa Ignacia, qui deviendra une artiste renommée et reconnue jusqu'à la Cour du roi d'Espagne.
En 1658, Roldàn passe l'examen de doreur et estofador, deux techniques qu'il enseignera à a sa fille Francisca.
La famille continue à s'agrandir, jusqu'à atteindre huit enfants (Isabel en 1658, Teresa Josefa en 1660, les jumeaux Ana Manuela et Marcelino Josvé en 1662 et Pedro de Santa María en 1665. Cette famille nombreuse et le succès de son atelier obligent Pedro Roldàn à de nombreux déménagements et opérations immobilières. En 1668, il achète par exemple un bâtiment du couvent des Capucins qu'il transforme en boulangerie. Il accueille dans son atelier Diego Díaz, Juan de Paredes, Francisco de Fonseca, Gaspar de Ribas et Juan de Valdés Leal.

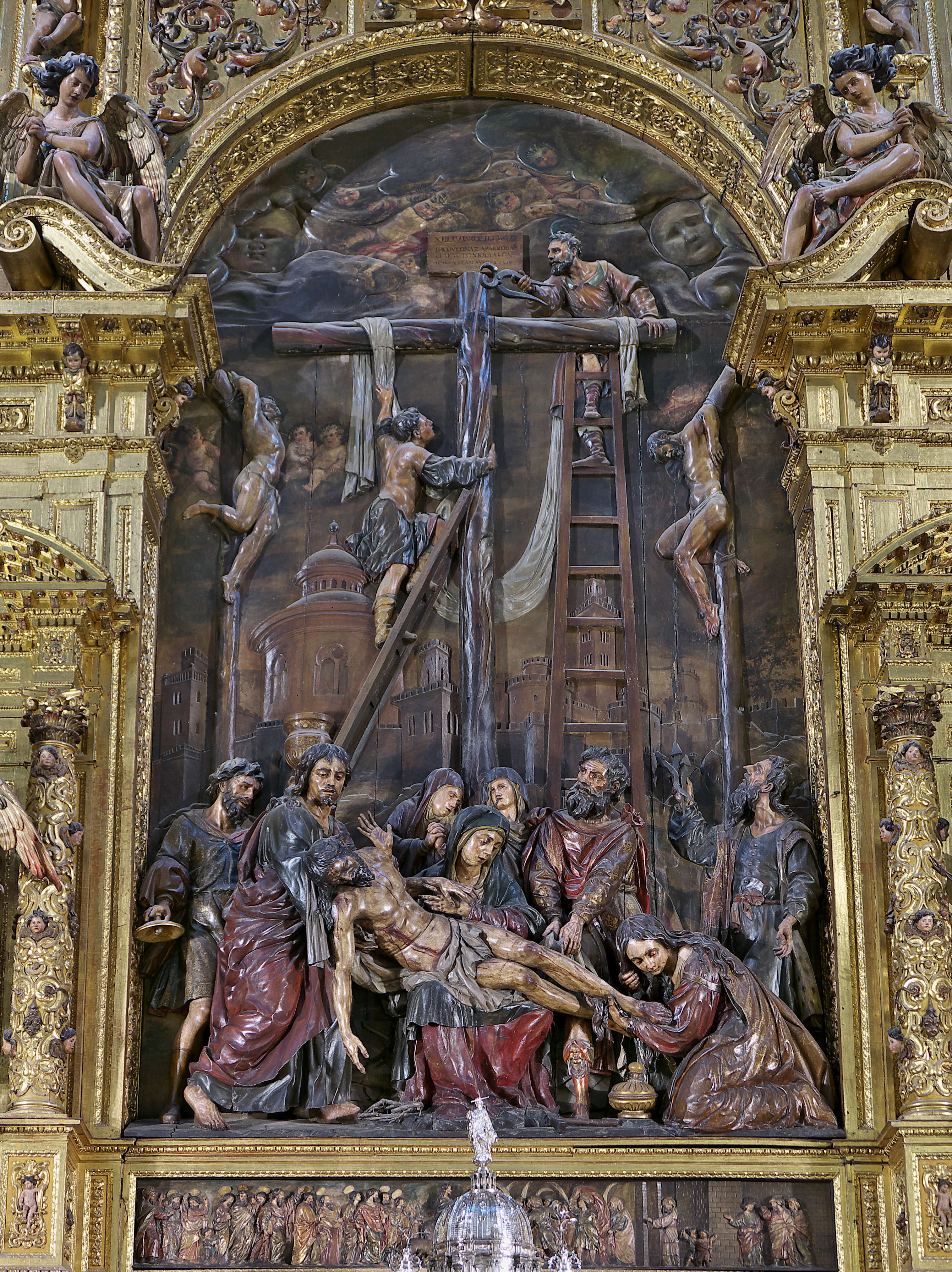
Grand retable de la Descente de croix. Haut relief réalisé en 1666 pour le couvent Casa Grande de Saint-François (Séville). Aujourd'hui dans l'église du Sagrario (Séville).

De 1664 à 1672, il participe aux travaux de l'Académie de Séville.
En 1666, il réalise un de ses chefs-d'œuvre pour le retable principal de la chapelle des Biscayens (architecte Francisco de Ribas, actuellement dans le Tabernacle), pour lequel il sculpte la Descente de croix et un bas-relief représentant l'Entrée de Jésus à Jérusalem. Il s'inspire pour ces créations de gravures comme la Crucifixion de Johan Sadeler (1550- 1600), une composition de Martín de Vos (1580) pour les bâtiments et le personnage de Gestas, tandis que, pour la statue de Dimas, il utilise une gravure de Boëtius Adam Bolswert (1631) tirée de La Lance de Rubens.
Entre 1670 et 1672, il crée, sur des plans de l'architecte Bernardo Simón de Pineda, le grand retable de l'église de l'Hôpital de la Charité, dans lequel il représente la mise au tombeau du Christ. L'estampe de Sadeler, mentionnée précédemment, est une nouvelle fois utilisée pour le personnage de Dimas.

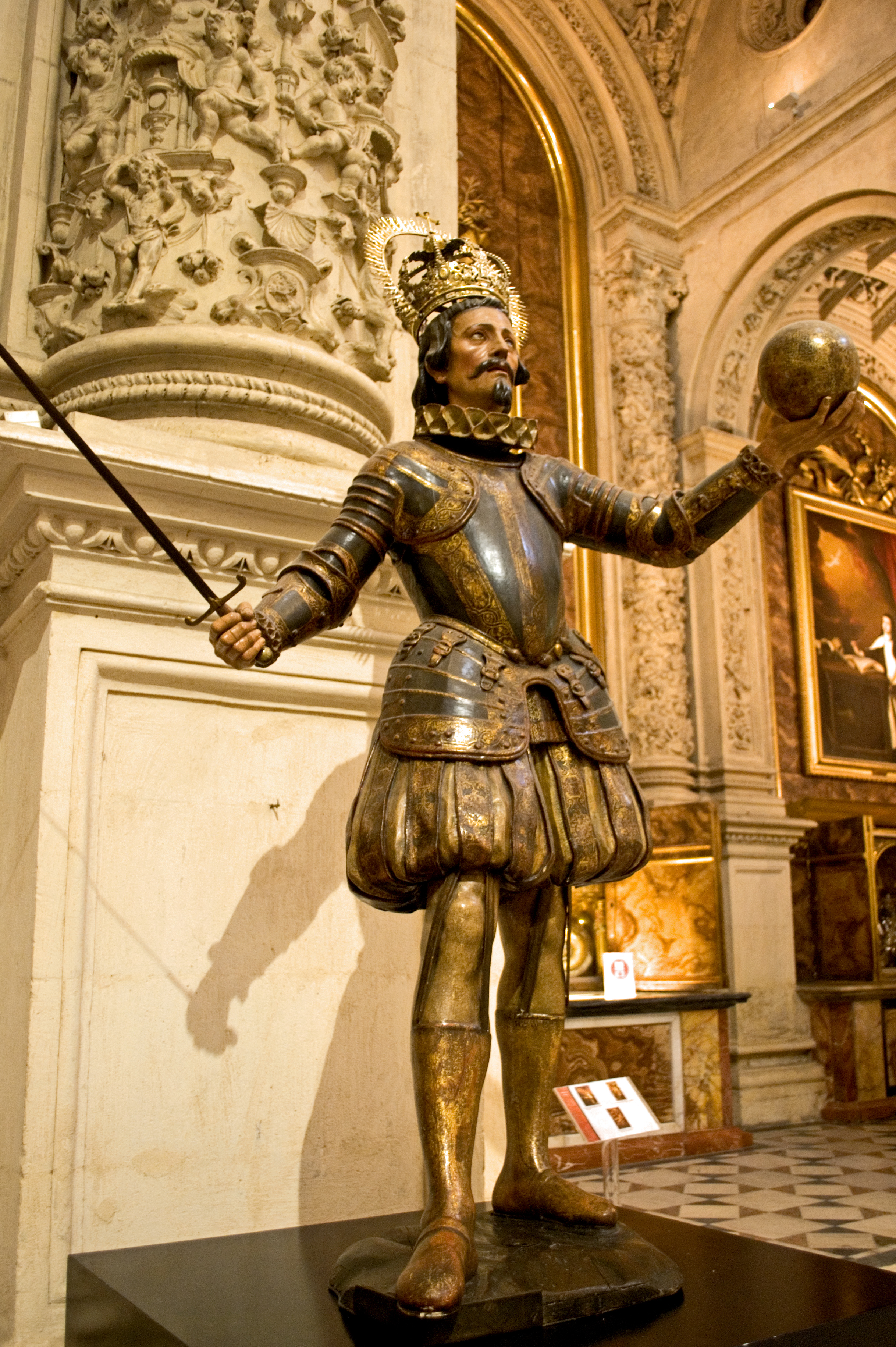
San Fernando, statue en bois polychrome réalisée par Pedro Roldàn en 1671, à l'occasion de la canonisation ru roi Fernando III de Castille. Sacristie de la cathédrale de Séville.

En 1670, le chapitre de la Cathédrale lui commande une effigie de San Fernando, patron de Séville, pour commémorer sa canonisation. Il crée une iconographie originale du saint en guerrier, aujourd'hui conservée dans la sacristie principale de la cathédrale de Séville.
Entre 1675 et 1684, il sculpte dans la pierre les reliefs de la façade de la cathédrale de Jaén. Il travaille en personne à  La Fuite en Égypte et Jésus parmi les Docteurs. Il dessine les personnages de San Miguel et de La Asunción, dont il confie la réalisation à un neveu. En 1677, on lui commande Saint Pierre, Saint Paul et la Sainte Face soutenue par des anges, qu'il réalise personnellement. Il sculpte également neuf statues pour la corniche de la façade, inspirée du tabernacle sévillan exécuté par José de Arce en 1657, confirmant l'influence de l'artiste flamand sur son travail.
Il exécute parallèlement une commande pour le tabernacle de la Chartreuse de Jerez de la Frontera, ainsi qu'un Crucifié, aujourd'hui disparu.
En 1676, il travaille pour la Chartreuse de Séville. En 1678, il travaille aux sculptures du grand retable de l'église Notre-Dame des Vertus, à Villamartín (Cadix).
Après avoir voyagé plusieurs années pour réaliser ou suivre ses commandes dans la région, Pedro Roldàn revient se fixer à Séville. En 1690, il réalise les sculptures du grand retable du couvent de Santa María de Jesús, dont l'architecte est Cristóbal de Guadix.
En 1660, il commence à donner des cours de sculpture en qualité de professeur à l'Académie des arts fondée par Bartolomé Esteban Murillo.
Son atelier sculpte et assemble des retables de bois sculptés et polychromes, réalisant des projets dans des lieux aussi éloignés que Cadix, Jerez de la Frontera, Cordoue et Jaén.
Outre Murillo, il était également étroitement lié à Juan de Valdés Leal.

## Style

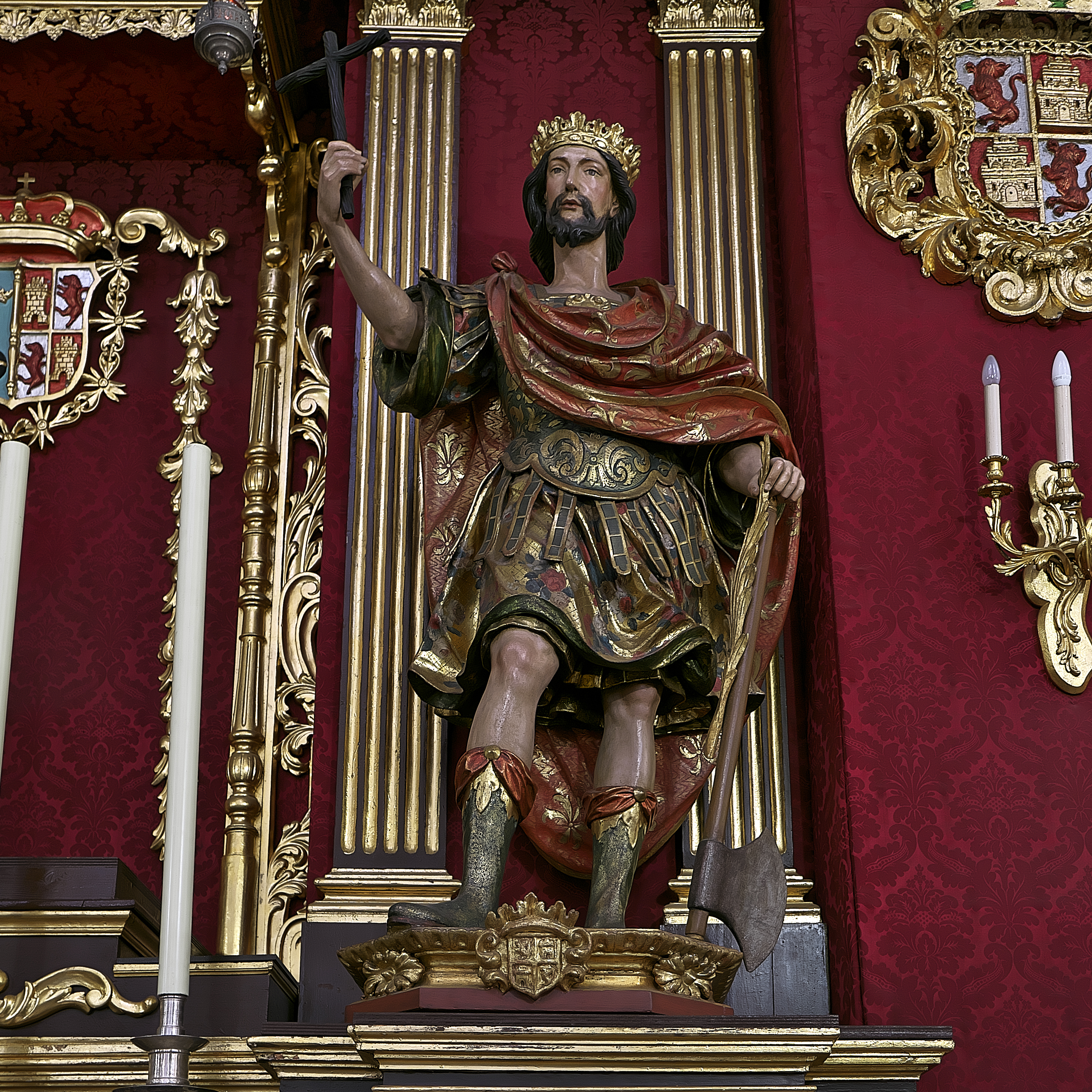
San Hermenegildo. Retable de la Virgen de los Reyes, église de San Ildefonso (Séville).

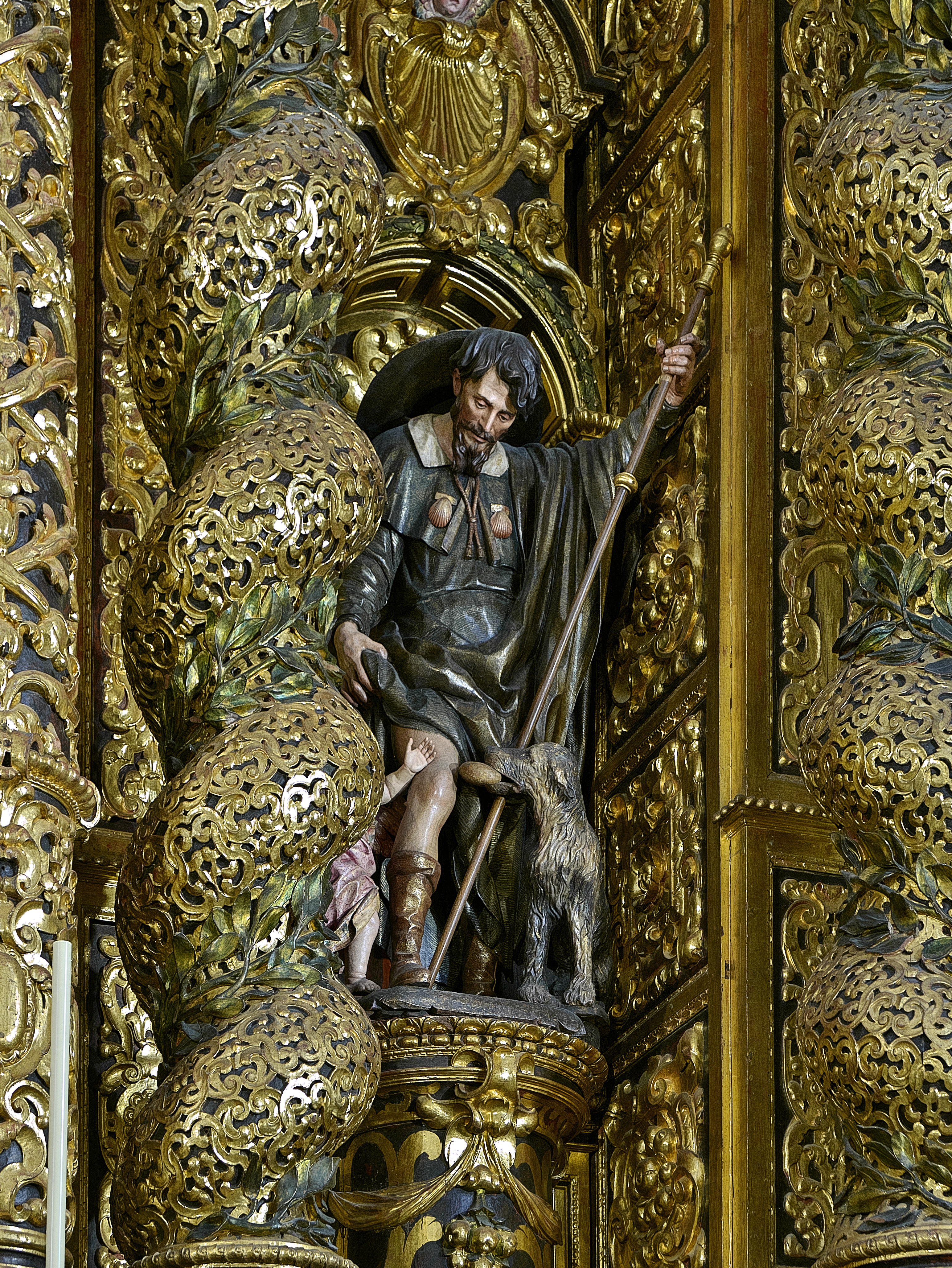
Saint Roch, grand retable de l'église Saint-Georges (1670-1674).

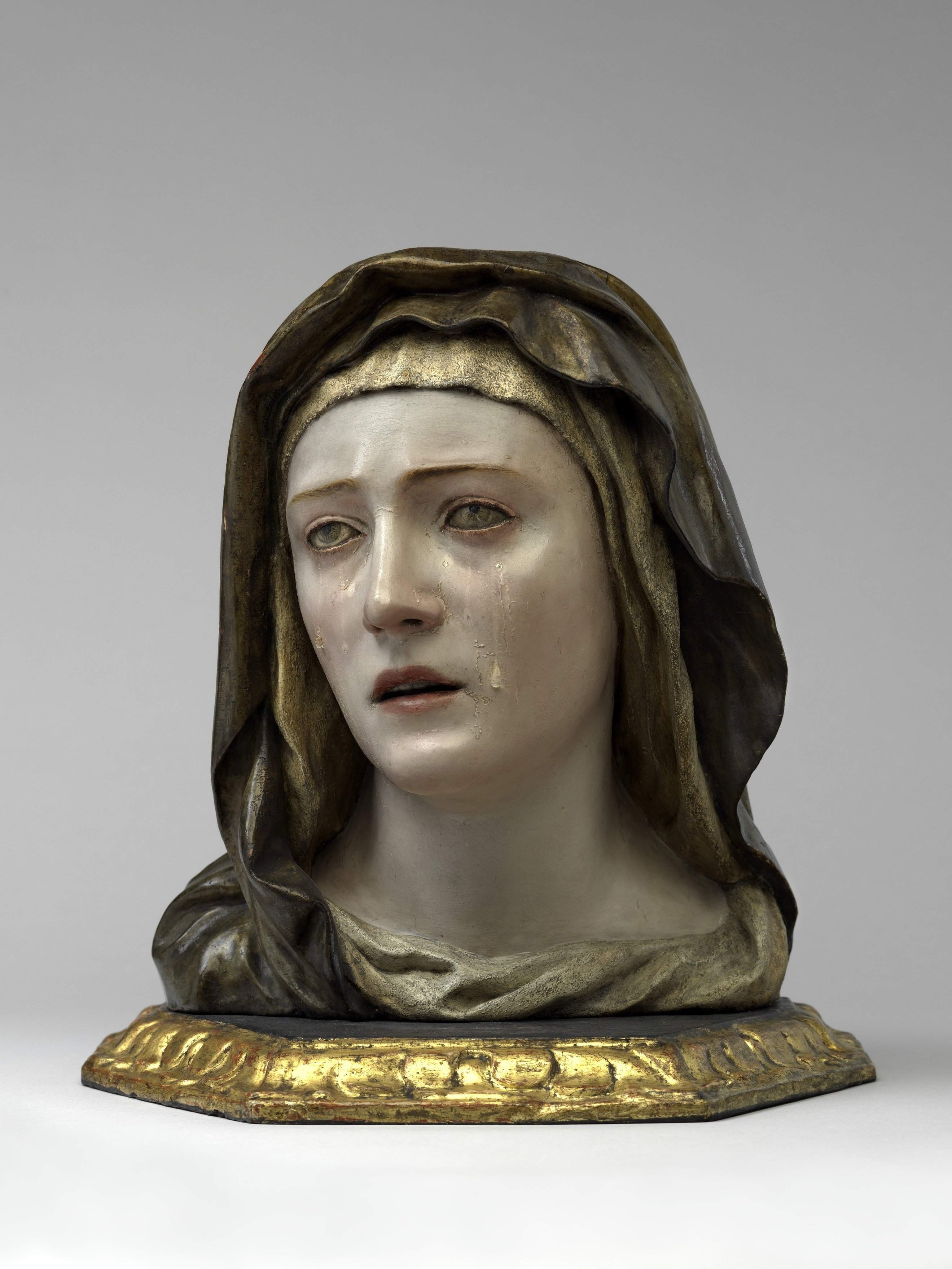
Mater dolorosa (1670).

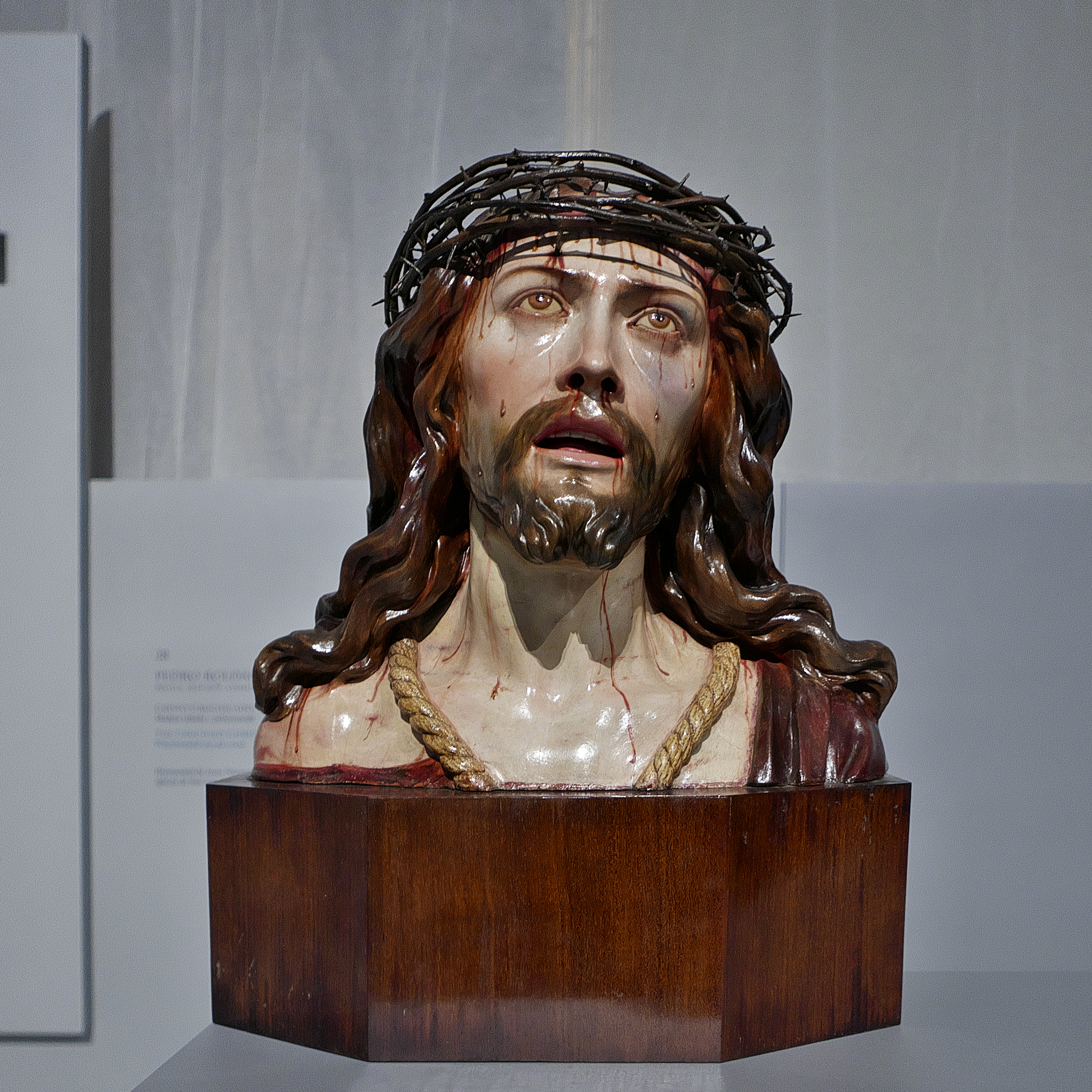
Ecce Homo (ca 1680).

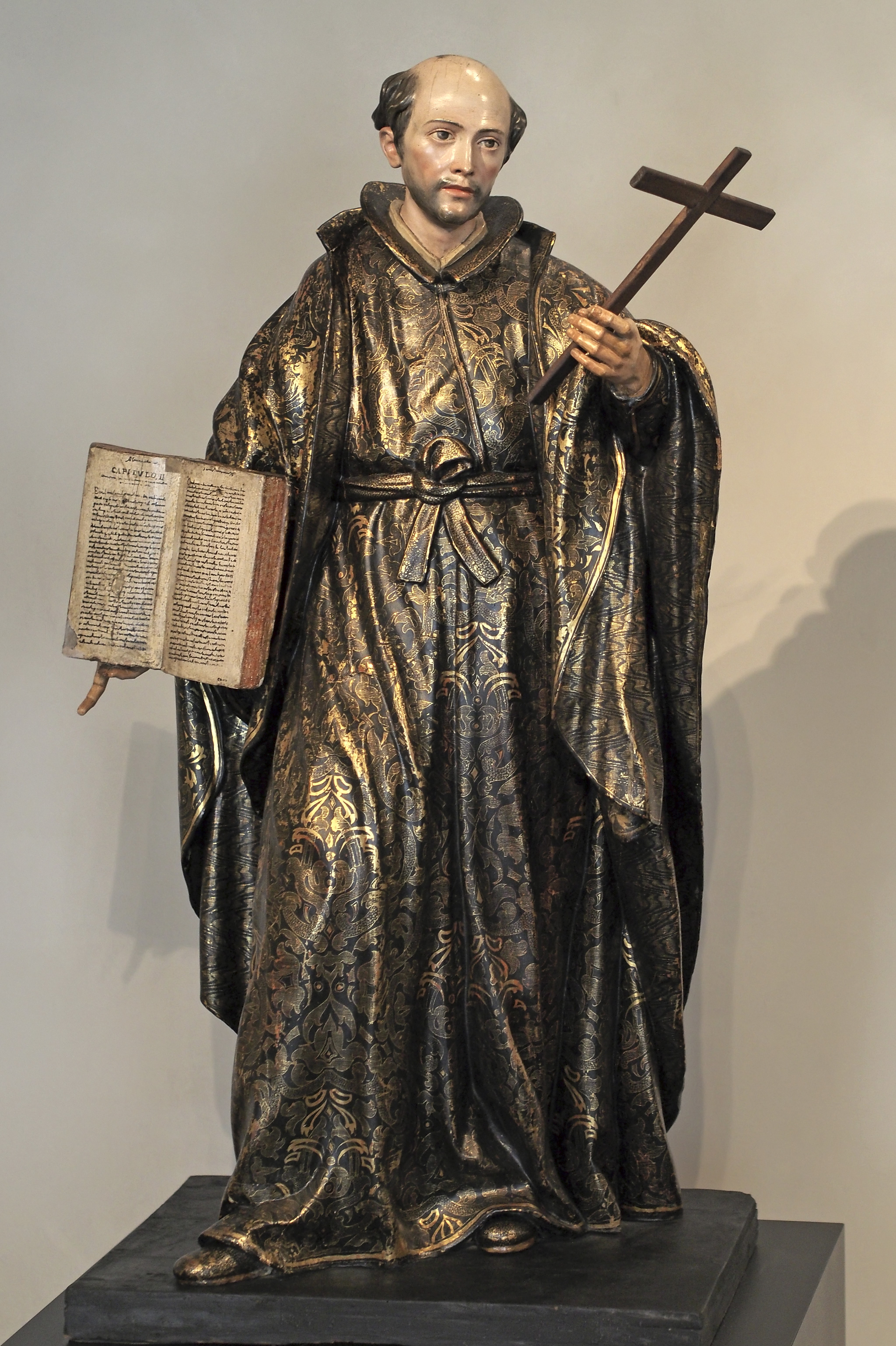
Saint Ignace (Musée national de sculpture, Valladolid).

Le style de Pedro Roldán est fortement marqué par sa formation à Grenade, tempérée par la suite, avec son transfert à Séville, par les influences venues de l'Europe du Nord. Il se caractérise par son réalisme, la simplicité des formes, le travail des drapés et, surtout, des compositions proprement théâtrales.
José de Arce exerce en effet une grande influence sur la sculpture sévillane du XVIIe siècle, tant pas ses racines flamandes que par son séjour en Italie. On sait que Roldàn s'est inspiré d'estampes flamandes pour les décors et les crucifiés du retable de la Descente de Croix. Cette influence, qui l'écarte progressivement du maniérisme tardif en vigueur à son arrivée à Séville, se retrouve dès 1674 dans le San Hermenegildo (San Ildefonso, Séville) ; dans les sculptures du Retable de la Charité (San Roque) ; dans le grand retable de Villamartín (saint Paul) ; dans la façade de la cathédrale de Jaén.

« On n'y trouve point la recherche du beau esthétique, les lignes harmonieuses de l'Antiquité, mais elles sont imprégnées du farouche réalisme espagnol et comme torturées par la douleur physique. »

— André Tandonnet, Revue catholique de Bordeaux - Année 1890, page 305.
Son Nazaréen de la O et son Immaculée Conception présentent des visages naturaliste proches du portrait, représentatifs du réalisme sculptural du baroque tardif sévillan.
Il reste cependant plus classique qu'Arce et c'est sa fille Luisa qui s'affranchira réellement des influences grenadines et sévillanes de son père.
Dans la création de retables, sa collaboration avec des architectes comme Bernardo Simón de Pineda et Cristóbal de Guadix fait encore évoluer son style, l'amenant à s'affranchir du cadre architectural et à en jouer pour réaliser de véritables prouesses d'illusionniste.
Roldàn possède également une maîtrise remarquable de la  polychromie : c'est un expert des techniques de l'encarnación (rendu des tons de chair brillants ou mats mis au point par Juan Martínez Montañés) et de l'estofado (technique consistant à dorer la surface d'une sculpture sur bois, appliquer une polychromie, puis d'en retirer une partie pour donner l'illusion d'un tissu en brocard).

## Postérité
Pedro Roldán est un pionnier dans l'éducation de ses filles : elles sont toutes formées dans l'atelier de son père, et y exercent par la suite en véritables professionnelles, souvent avec leurs maris et leurs propres enfants.
La plus célèbre de ses filles est Luisa Ignacia, La Roldana, qui quitte l'atelier familial au moment de son mariage avec un des apprentis de son père, en raison de l'opposition de ce dernier quant à son choix matrimonial. Père et fille se réconcilieront en 1687, quand ils collaboreront à la réalisation des sculptures des saints patrons de Cadix, San Servando et San Germán.
En 1674, Francisca, doreuse et peintre, épouse José Felipe Duque Cornejo, sculpteur lui aussi. Ils auront pour fils le Pedro Duque Cornejo Roldán, un sculpteur particulièrement talentueux.
En 1676, María épouse Matías de Brunenque se marièrent. Sculpteurs l'un et l'autre, ils font sans doute partie de l'atelier familial.
En 1677, Isabel épouse Alejandro Martagón.
Teresa Josefa se marie une première fois en 1679 avec Manuel Caballero, et une seconde fois en 1701 avec Pedro de Castillejos, lui aussi sculpteur.
Ana Manuela, épouse, vers 1684, José de Quiñones. Devenue veuve en 1689, elle épouse José Fernández de Arteaga. Ils étaient les parents de Domingo José et Pedro Fernández de Arteaga.
En 1680, Marcelino contracte un premier mariage avec Ana María Ponce de León, et un second, en 1698, avec Josefa de Velasco y Serrallonga. L'un des enfants de ce mariage deviendra sculpteur.
Tous ces héritiers deviendront — avec des qualités inégales — les continuateurs du style Roldàn, formant la longue série des « Roldanes » qui laissent leur œuvre à l'archevêché de Séville.
Le fondateur de la lignée reste, selon les mots du professeur Roda Peña, « le plus important des sculpteurs sévillans de la seconde moitié du XVIIe siècle et l'une des personnalités les plus marquantes de la sculpture baroque espagnole ».
À partir de 1690, sa santé se détériore et il semble qu'il ait à faire face à des difficultés économiques. À sa mort en 1699, son atelier est repris par son fils Marcelino (1662-1706),.
Pedro Roldán  est enterré dans la crypte de l'église Saint-Marc (es) (Iglesia de San Marcos) à Séville.

## Œuvres[1]
- Dolorosa de la Confrérie « La Antigua », Paroisse de Magdalena, Séville, 1650-1651.
- Le Nazaréen, Paroisse de la Candelaria, Séville, 1650-1651.
- Sculptures du retable de l'église Sainte-Anne, Montilla, Cordoue, 1652[1].
- L'Archange Saint-Michel, paroisse de Saint-Vincent, Séville, 1658.
- Reliefs pour la chapelle du Rosaire de la Real Maestranza de Caballería. Séville, 1661.
- Vierge du Rosaire, Paroisse Sainte-Marie-Madeleine, Séville, 1663.
- Saint Joseph, Sacristie de la chapelle de la Virgen de la Antigua, Cathédrale de Séville. 1664[6],[1].
- Hauts-reliefs de la Descente de croix. Grand retable de la chapelle des Biscayens du couvent aujourd'hui disparu de Saint-François. Aujourd'hui Paroisse du Sagrario, Séville, 1666[1].
- Immaculée Conception, église des Trinitaires, Cordoue, 1668.
- Saint-Ferdinand, sacristie principale, Cathédrale de Séville, 1670.
- Grand retable de La Mise au tombeau. Église Saint-Georges de l'Hôpital de la Sainte Charité. Séville, 1670-1672[1].
- Sculptures du grand retable, paroisse de Santiago, Carmona (Séville), 1673.
- Retable de la Virgen de la Salud, paroisse Saint-Isidore, Séville, 1674.
- Saint-Ferdinand et Saint-Herménégilde, paroisse Saint-Ildefonse, Séville, 1674.
- Reliefs du Tabernacle de la Chartreuse de Jerez de la Frontera (Cadix), 1676.
- Saint-Pierre, Saint-Paul, les quatre Évangélistes, les quatre Docteurs de l'Église et Saint-Ferdinand pour la corniche de la façade de la cathédrale de Jaén,1677-1684[1].
- Sculptures pour le grand retable de la paroisse Notre-Dame des Vertus, Villamartín (Cadix), 1678-1680.
- Sculptures du grand retable du couvent Sainte-Isabelle, Cordoue, 1680.
- Christ de l'Expiration, Paroisse Saint-Jacques, Écija (Séville), 1680.
- Crucifixion, Sacristie de la Paroisse Saint-Jean-Baptiste, Écija (Séville), 1681.
- Vierge du Rosaire, porte du couvent des Dominicains, Úbeda (Jaén), 1683.
- Dessins pour les personnages de San Servando et San Germán, cathédrale de Cadix, 1687.
- Le Christ à la colonne. Église Saint-Jean-le-Baptiste. La Orotava. Ténérife, 1689[1].
- Sculpture de 24 colonnes en marbre rouge pour l'église du Couvent du Buen Suceso, Séville, 1690.
- Sculptures du grand retable de l'église du couvent de Sainte-Marie-de-Jésus, Séville, 1690-1691.
- Christ du Silence de la Confrérie de l'Amertume, Paroisse de San Juan de la Palma, Séville, 1696 (attribué)[1].
- Saint-Pierre et Saint-Ferdinand. Église de l'hospice des Vénérables. Séville, 1698[1].
- Sculptures du grand retable du couvent de Sainte-Isabelle, Écija (Séville), 1698-1699.

### Attributions[1]
L'étendue et la longévité de l'atelier Roldàn, la prolificité du maître et de ses élèves et l'étendue géographique de leur travail invitent à l'attribution de nombreuses œuvres à cet environnement artistique exceptionnel. On parle volontiers de « style roldanesque » pour évoquer l'association de traits typiques de son atelier : forme et expression des visages, traitement de la chevelure et de la barbe, froncement des sourcils, utilisation maîtrisée de l'estofado, draperies, etc..
- Le Christ, Saint-Jean et les Saints Hommes, Paroisse de Magdalena, Séville, 1659.
- Stucs polychromes dans une chapelle, paroisse de Sainte-Marie-la-Blanche, Séville, 1661.
- Reliefs pour le Tabernacle de la Chartreuse de las Cuevas, Séville, 1676.
- Crucifixion et reliefs de l'Exaltation pour la procession de la Semaine Sainte de la paroisse de Santa Catalina, Séville, 1683-1684.
- Le Nazaréen, Paroisse de Notre-Dame de l'O, Séville, 1685.
- Christ du Couronnement d'Épines, Confrérie d'El Valle, Paroisse de l'Annonciation, Séville, 1688.
- Sculptures de l'église du couvent de Saint-Paul, paroisse de la Madeleine, Séville, 1692-1693.
- Buste reliquaire de Saint-François. Collection José Miguel Granados, Madrid, 660-1670[2].

### Œuvres perdues[1]
- Sculpture processionnelle pour le mystère de la « Cinquième Angoisse »[7].
- Monument eucharistique, Couvent de la Mère de Dieu, Séville, 1662.
- Retable de la Confrérie de Notre-Dame des Rois, Paroisse d'Omnium Sanctorum, Séville, 1695 .

## Galerie

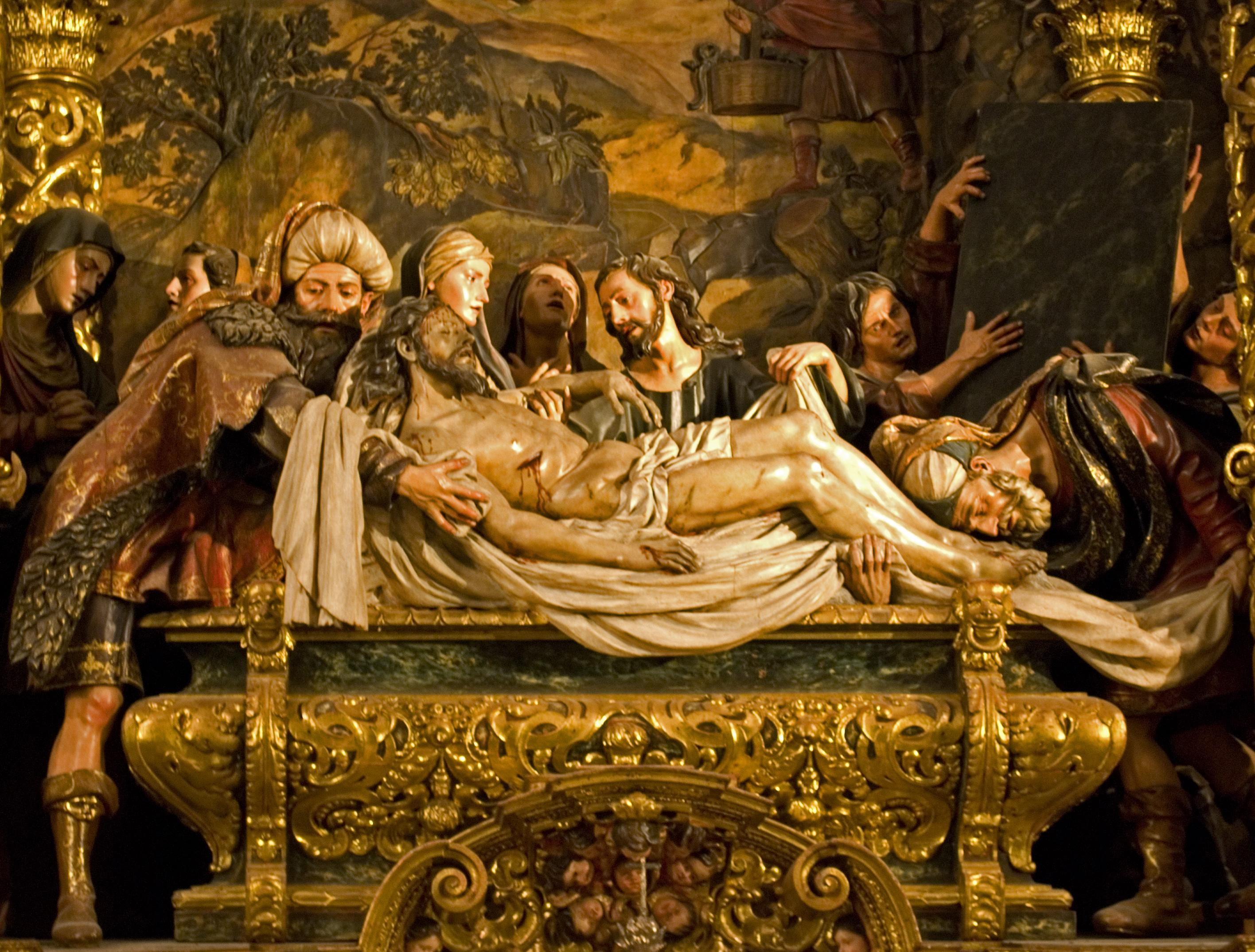
La Mise au tombeau (1670-1673). Hôpital de la Sainte Charité.
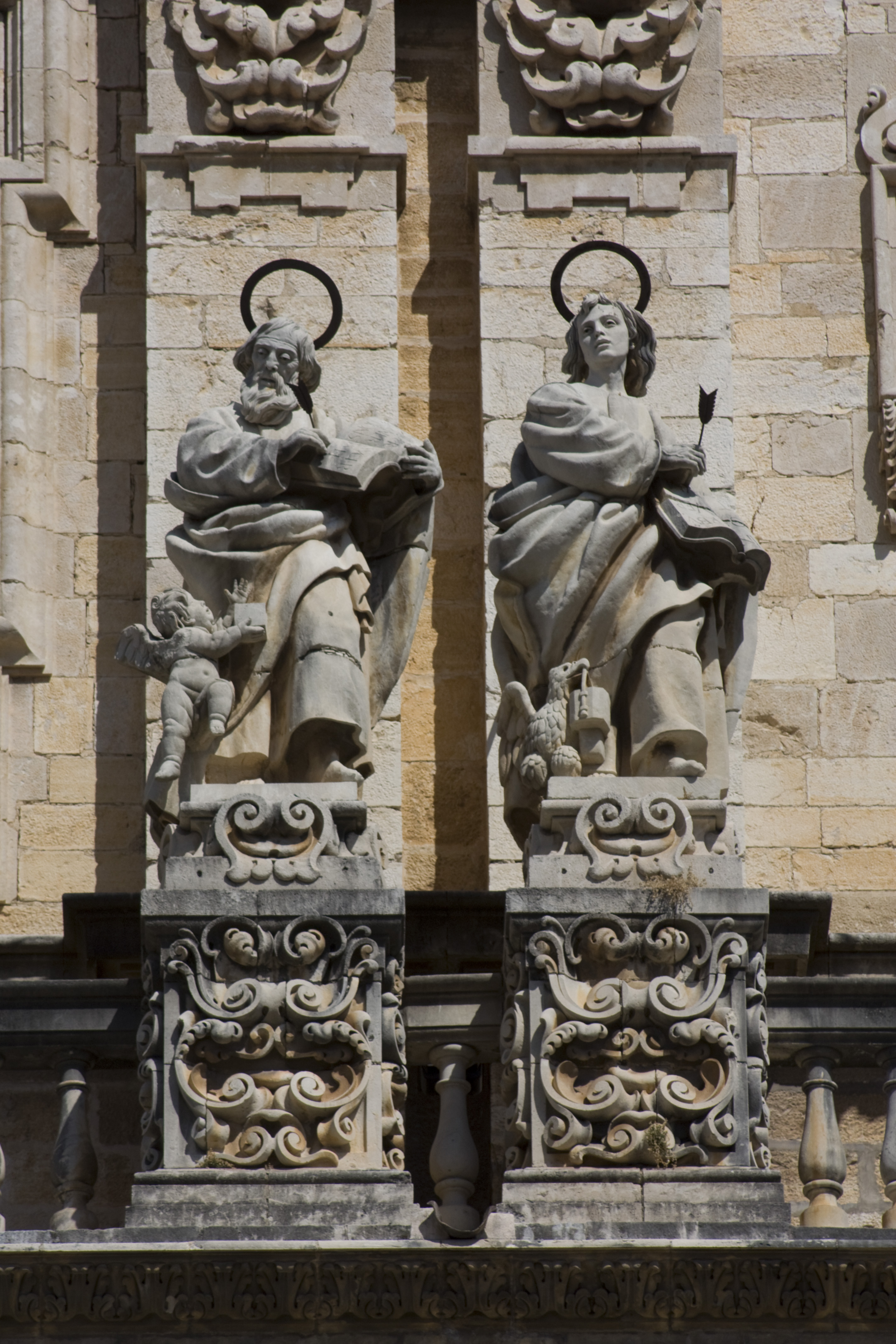
Saint Matthieu et Saint Jean (1675-1677). Cathédrale de Jaén.
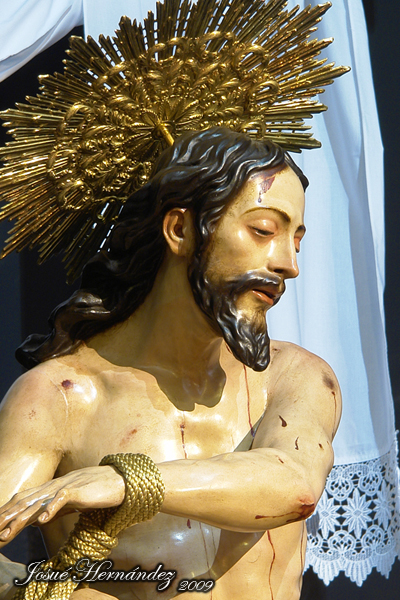
Christ à la colonne (1689). Église de Saint Jean le Baptiste.
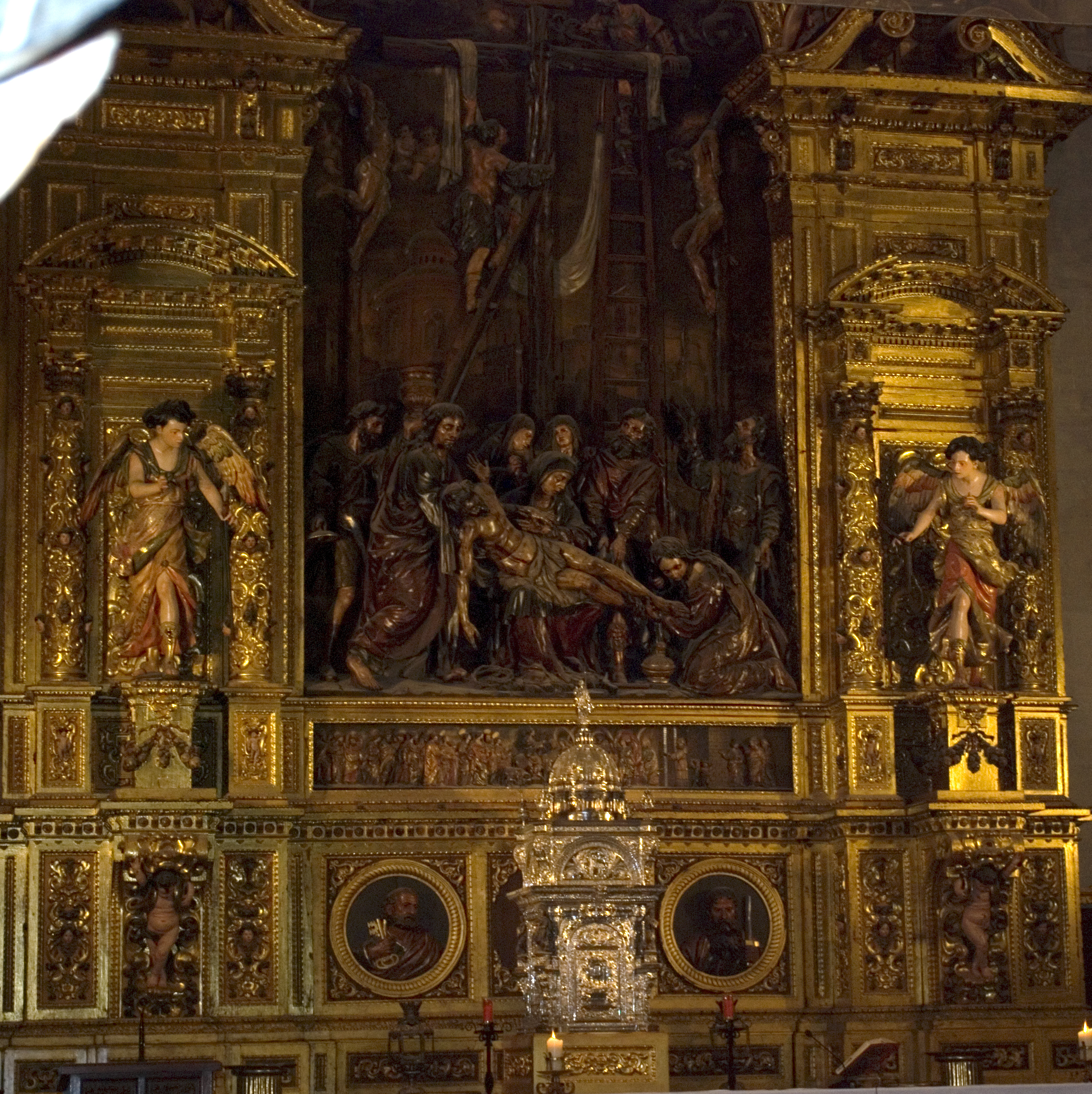
Le Descente de Croix (1666).
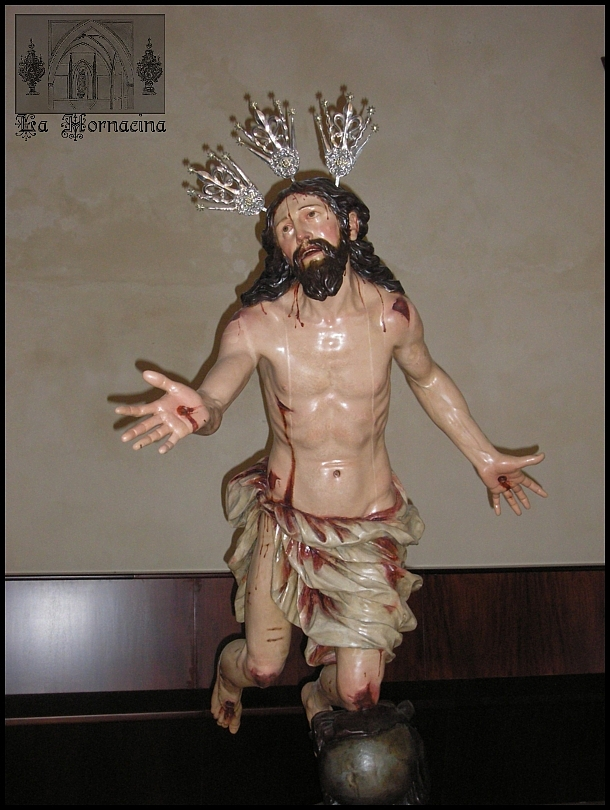
Christ du pardon. Église Sainte-Marie Couronnée.